# Maison Bolli
La maison Bolli est une maison du XVe siècle située à Chalamont, dans l'Ain, en France.

## Description
La maison est inscrite partiellement (façade) au titre des monuments historiques en 1927 ; elle est alors occupée par le dénommé Bolli, et est située rue de l'Hôpital qui deviendra rue des Halles. Son emplacement correspond à la parcelle 215 du cadastre. En 1971, l'occupant de la maison était Antoine Pradat.